# Corythoxestis praeustella
Corythoxestis praeustella là một loài bướm đêm thuộc họ Gracillariidae. Nó được tìm thấy ở Java, Indonesia. Ấu trùng ăn Nauclea orientalis và Sarcocephalus cordatus.